# دهستان دشمن‌زیاری (کهگیلویه)
دشمن زیاری از ایل های بزرگ استان کهگیلویه و بویراحمد است که وسعت آن نیز تا استان فارس می‌رسد. 

## جمعیت
بر اساس سرشماری سال ۱۳۸۵ جمعیت آن ٢۵٠٠ نفر (۱٬۲۰۶ خانوار) بوده‌است.